# Керченські озера
Керченські озера — група із понад 30 солоних озер на Керченському півострові Криму, переважно у Керченському районі. Найбільші з них — Актаське, Тобечицьке, Узунларське.
Більшість озер розташовані на узбережжі Чорного (Аджигольське, Качик, Узунларське, Еояське, Мале Єлькинське), Азовського (Актаське, Кояське, Чокрацьке) морів та Керченської протоки (Комиш-Бурунське, Тобечицьке) і мають морське походження. Відділені від морів та протоки піщаними та піщано-черепашковими пересипами завширшки від 0,3 до 1,5–2 км. Вони мілководні й неправильної форми. Живляться фільтраційними морськими та підземними мінералізованими водами.
Невеликі озера у центральній частині півострова (Марфівське, Ачі, Карач-Коль, Копти) мають материкове походження. Влітку пересихають, живляться за рахунок поверхневих вод.
Дно озер вкрите товщею донних відкладень (від кількох метрів до десятків метрів), переважно мулисті чорного, темно-сірого, сіро-блакитного кольорів. Вода насичена солями, переважно хлориди та сульфати. Солоність від 40 ‰ (Тобечицьке) до 300 ‰ (Марфівське), за винятком Комиш-Бурунського, солоність якого — до 11 ‰. Характерні сезонні коливання солоності (максимув у серпні—вересні, мінімум — у грудні—березні). Влітку більшість озер дуже пересихає і на їхньому дні утворюється шар солі, зокрема в Актаському і Узунларському. У минулому на багатьох з цих озер видобували сіль.
Чорні намулові відкладення дна озер мають цілющі властивості. 1996 року постановою Кабінету Міністрів України Кояське, Тобечицьке, Узунларське, Чокрацьке озера зараховані до цілющих.
На опріснених ділянках озера заростають водяною рослинністю. Серед негативних явищ — цвітіння води.
|          |     |         |             |        |
| Аджиголь | Ачі | Кояське | Узунларське | Чокрак |